# Richard Daniel
Richard Daniel (2 aprile 1973) è un ex calciatore papuano, di ruolo centrocampista.

## Carriera

### Club
Ha giocato dal 1996 al 2003 nel Lahi Guria. Nel 2004 ha giocato per l'Unitech Lahi. Dal 2005 al 2007 ha militato nel Sobou Lahi. Ha concluso la sua carriera nel 2009, dopo due stagioni al Gigira Laitepo.

### Nazionale
Ha giocato con la Nazionale dal 1996 al 2004.